# Trałowce rzeczne typu Neštin
Trałowce rzeczne typu Neštin – typ trałowców rzecznych zaprojektowanych i budowanych w Jugosławii od lat 70. XX wieku, przeznaczonych przede wszystkim do służby na Dunaju.

## Historia
Trałowce rzeczne typu Neštin budowane były w Jugosławii przez stocznię Brodotehnika w Belgradzie od drugiej połowy lat 70. XX wieku. Pierwszy z nich „Neštin” (M 331) wszedł do służby w marynarce wojennej Jugosławii 20 grudnia 1975 roku. Do 1981 roku zbudowano siedem jednostek dla Jugosławii, ponadto pięć dla Węgier i trzy dla Iraku. W składzie sił rzecznych Węgier ostatecznie znalazło się sześć okrętów, a w składzie marynarki Iraku cztery. Dla Jugosławii nowo zbudowano w 1996 roku ulepszony trałowiec M 341, natomiast budowy jeszcze jednego nie ukończono.
| Nr burtowy          | Nazwa               | Wodowanie           | Wejście do służby   | Uwagi, źródła       |
| Jugosławia / Serbia | Jugosławia / Serbia | Jugosławia / Serbia | Jugosławia / Serbia | Jugosławia / Serbia |
| ------------------- | ------------------- | ------------------- | ------------------- | ------------------- |
| M 331               | Neštin (Нештин)     |                     | 20. 12. 1975        | wycofany w 2007     |
| M 332               | Motajica (Мотајица) |                     | 18. 12. 1976        | [ 3 ]               |
| M 333               | Belegiš (Белегиш)   |                     | 01. 1977            | wycofany w 2007     |
| M 334               | Bosut (Босут)       |                     | 1978                | wycofany w 2007     |
| M 335               | Vučedol (Вучедол)   |                     | 1979                | [ 3 ]               |
| M 336               | Djerdap (Ђердап)    |                     | 1980                | [ 3 ]               |
| M 337               | Panonsko More       |                     | 1980 lub 1981       | wycofany w 1997     |
| M 341               | Novi Sad (Нови Сад) |                     | 8. 06. 1996         | [ 3 ]               |
| Węgry               |                     |                     |                     |                     |
| AM 11               | Újpest              |                     |                     | [ 6 ]               |
| AM 12               | Baja                |                     |                     | [ 6 ]               |
| AM 21               | Százhalombatta      |                     |                     | [ 6 ]               |
| AM 22               | Óbuda               |                     |                     | [ 6 ]               |
| AM 31               | Dunaújváros         |                     |                     | [ 6 ]               |
| AM 32               | Dunafoldvar         |                     |                     | [ 6 ]               |
| Irak                |                     |                     |                     |                     |
| ?                   | ?                   |                     | ?                   | zakupiony w 1980    |
| ?                   | ?                   |                     | ?                   | zakupiony w 1980    |
| ?                   | ?                   |                     | ?                   | zakupiony w 1980    |

## Służba

### Jugosławia
Między grudniem 1975 a 1981 rokiem w skład marynarki Socjalistycznej Federacyjnej Republiki Jugosławii weszło siedem trałowców typu Neštin. Po rozpadzie Jugosławii pozostały w składzie marynarki nowej Jugosławii. Zbudowano następnie jeszcze jeden okręt M 341 „Novi Sad” i rozpoczęto budowę kolejnego. Jako pierwszy wycofano ze służby M 337 „Panonsko More” w 1997 roku, w związku z zastąpieniem go przez „Novi Sad”.
Po ostatecznym rozpadzie Jugosławii w 2006 roku, wszystkie trałowce rzeczne zostały przejęte przez Serbię. Służyły w składzie Flotylli Rzecznej należącej do wojsk lądowych, bazując w Nowym Sadzie. Okręty o numerach 331, 333 i 334 wycofano w 2007 roku, a pozostałe otrzymały numery taktyczne z literami RML zamiast M i takimi samymi numerami, malowanymi tylko w postaci liczby.

### Irak
W 1980 roku Irak zakupił trzy (według części publikacji cztery) trałowce typu Neštin, które znajdowały się w składzie Irackiej Marynarki Wojennej w trakcie wojny w Zatoce Perskiej w 1991 roku. Brak jest znanych nazw okrętów w popularnych rocznikach flot. Wojnę przetrwały trzy trałowce, przy czym jeden z nich był uszkodzony i został wycofany w 1995 roku.